# 중앙로 (평택시)

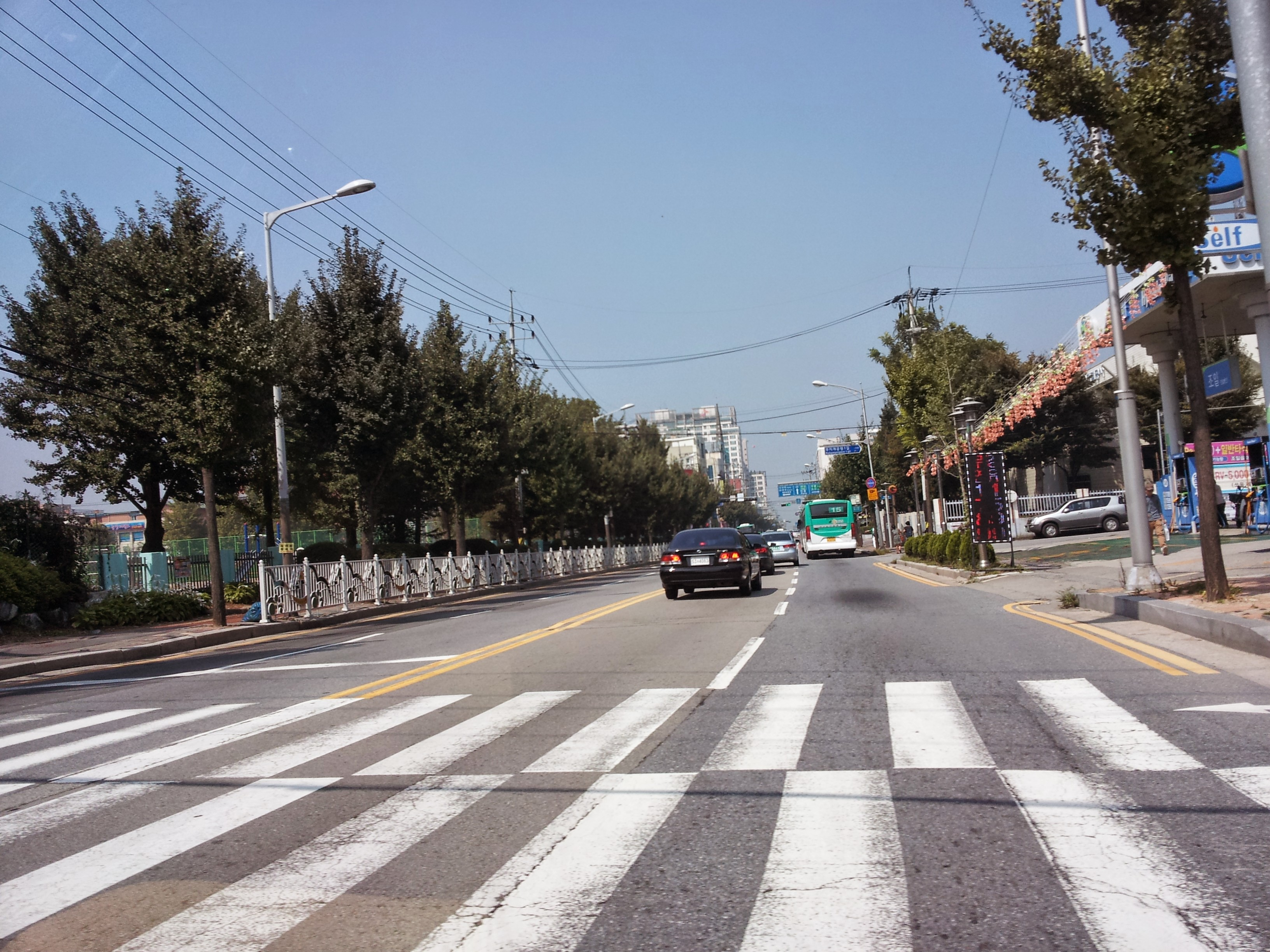
평택고등학교에서 평택경찰서 방면으로 바라본 중앙로.

중앙로(中央路)는 경기도 평택시 통복동에서 평택동, 비전동, 합정동, 용이동, 소사동을 연결하는 총 길이 약 3.64km의 도로다. 평택시의 중심이 되는 번화가를 통과하는 지리적 특성을 반영하여 중앙로로 명명되었다. 통복동 통복시장로터리를 기점으로 평택로에서 분기되어서, 소사동 용죽지구 도시개발사업 예정부지 인근 종점에서 국도 제38호선의 일부인 서동대로와 합류한다. 1946년 대홍수와 1953년 한국전쟁 휴전 이후의 도시 계획에 따라 당시 평택읍 일대에 형성된 신시가지를 통과하는 도로로, 상신작로와 하신작로라는 주변 지명의 유래가 되기도 한다. 통복동-비전동-용이동과 평택동-합정동-소사동의 행정구역 경계가 된다. 도로변에는 수백 그루의 은행나무가 가로수로 심어져 있다. 경유하는 지역들이 대부분 너르고 평평하며 경사가 거의 없다.
평택시 최대 재래시장인 통복시장과, 대단지 공동 주택 및 공공청사들이 밀집된 주거지역을 경유하여 많은 차량과 보행자들이 다니는 도로다. 평택시의 시내버스 노선 대부분이 평택로와 함께 중앙로를 경유한다. 왕복 4차선 (일부 구간 왕복 6차선) 도로로 통행량에 비해 비좁은 편이다. 근린생활시설의 주차장 확보가 법제화되기 전에 만들어진 도로라, 주차 공간이 부족해 노상 불법 주정차로 인한 교통 체증이 유발되기도 한다. 이로 인해 현재 거의 모든 구간이 주정차금지 견인구역으로 지정되었으며 무인 CCTV를 통해 평택시청에서 상시 단속하고 있다. 성동초등학교 인근 구간은 어린이 보호구역으로, 차량은 시속 30km미만으로 주행해야 한다.

중앙로에서 바라본 성동초등학교 교정

2009년 12월 평택시 도로명주소 정비 사업 이전까지 네 구간으로 분할되어 ‘남부중앙로1가, 남부중앙로2가, 평고길, 동일공고길’이라는 도로명을 사용하였으나, 이후 중앙로라는 단일 도로명으로 병합되었다. 평택1로, 평택2로, 평택3로, 평택4로, 평택5로, 평남로, 경기대로 등의 평택시 남부지역 주요 간선 도로와 교차한다. 중앙로는 분기되는 도로에 기초번호와 ‘번길’을 조합한 기초번호 부여방식을 전혀 사용하지 않고 신한1길, 무지개공원1길 등 고유명사와 ‘길’을 조합한 복합명사 부여방식을 사용한다.

## 주요 교차 지점
| 기초번호 | 교차로명           | 접속노선                 | 법정동               |
| -------- | ------------------ | ------------------------ | -------------------- |
| 1 2      | 통복시장로터리     | 평택로 통복로            | 통복동               |
| 39 40    | 농협사거리         | 평택1로                  | 통복동 비전동 평택동 |
| 65 66    | 평택경찰서오거리   | 평택2로 자유로19번길     | 비전동 평택동        |
| 97 98    | 성동초등학교사거리 | 평택3로                  | 비전동 합정동        |
| 83 84    |                    | 성동로                   | 비전동               |
| 133 134  | 태양탕사거리       | 어인남로 통미로41번길    | 비전동 합정동        |
| 161 162  | 평택여중사거리     | 평택4로                  | 비전동 합정동        |
| 179 180  |                    | 조개터로                 | 합정동               |
| 215 216  | 공설운동장사거리   | 평남로                   | 비전동 합정동        |
| 225 226  |                    | 무지개공원1길            | 비전동               |
| 255 256  | 배미사거리         | 평택5로                  | 비전동 합정동        |
| 277 278  |                    | 평택5로20번길            | 합정동               |
| 291 292  | 문예회관사거리     | 경기대로 (국도 제1호선)  | 비전동 합정동        |
| 301 302  | 문화아파트삼거리   | 참이슬길                 | 합정동               |
| 347 348  |                    | 평남로                   | 비전동 합정동        |
| 363 364  |                    | 서동대로 (국도 제38호선) | 용이동 소사동        |

## 인근 주요 시설
- 농협 평택시지부 (중앙로 37)
- 메트로플라자 (중앙로 46)
- 평택우체국 (중앙로 63)
- 평택경찰서 (중앙로 67)
- KT&G 평택지점 (중앙로 72)
- 성동초등학교 (중앙로 89)
- 평택고등학교 (중앙로 246)
- 비전2동 주민센터 (중앙로 261)
- 평택소방서 비전119안전센터 (중앙로 273)
- 평택도시공사 (중앙로 275)
- 남부문예회관 (중앙로 277)
- 평택 21세기병원 (중앙로 288)
- 동일공업고등학교 (중앙로 315)
- 굿모닝병원 (중앙로 338)